# Едсбюн
Едсбюн (на шведски: Edsbyn) е град в лен Йевлебори, централна Швеция. Главен административен център на община Уванокер. Разположен е около река Вокснаелвен. Намира се на около 240 km на север от столицата Стокхолм. Има жп гара. Населението на града е 3985 жители според данни от преброяването през 2010 г.